# 僧帽細胞
僧帽細胞 mitral cell は脊椎動物の嗅覚系の一部を占めるニューロンであり、嗅球に位置している。匂い感覚ニューロンの軸索（つまり嗅神経）から情報を受け取っている。僧帽細胞の軸索は、梨状皮質、嗅内皮質、扁桃体などの脳内の多くの領域（嗅皮質）に情報を伝達する。
僧帽細胞は、糸球体を介して嗅神経と外部房飾細胞から樹状突起に興奮性入力を受け取るとともに、その細胞体と側方樹状突起において、嗅球内の顆粒細胞からの抑制性入力を受ける。また同時に樹状突起において、傍糸球体細胞からの抑制性入力を受けている。  
僧帽細胞と房飾細胞 tufted cell は嗅神経からの嗅覚情報を嗅球外へと運び出す唯一の出口である。僧帽細胞による出力は、嗅神経からの入力の単なる受動的な反映ではない。たとえばマウスでは、各僧帽細胞が単一の一次樹状突起を糸球体に伸ばし、同一の嗅覚受容体を発現する嗅神経の集団からの入力を受けているのだが、このとき単一の糸球体に繋がっている20-40の僧帽細胞（姉妹僧帽細胞と呼ばれる）の匂い応答性は入力細胞のチューニングカーブと同一ではなく、姉妹僧帽細胞間でも異なっている 。 
嗅神経からの入力を受けた僧帽細胞が、実際のところどういった情報処理を行っているのかについてはまだ議論が続いている。
有力な仮説の1つは、僧帽細胞が（匂いの濃度を反映する）嗅覚入力の強度を、スニッフ周期（鼻腔に到達する匂い波の周期）内での発火タイミングへ符号化しているというものである（「シナプスを介した情報処理」の項で詳述）。  
またこれとは別に、嗅球内ネットワークが、時間の経過とともに類似性の高い匂いを区別するために分化していくダイナミックなシステムとして機能しているという仮説もある。 この第二の仮説は主に、（僧帽細胞と房飾細胞が区別できない）ゼブラフィッシュの研究に基づいたものである 。

## 構造
僧帽細胞は脊椎動物の嗅球にある神経細胞種であり、嗅球の僧帽細胞層に規則正しくならんだ、それらの細胞体の位置によって見分けることができる。 通常、糸球体層の単一の糸球体に突出する一本の一次樹状突起と、外網状層の外側に突出する何本かの側方樹状突起を有する。  
僧帽細胞は、房飾細胞として知られている、嗅球におけるもうひとつのタイプの投射ニューロンと非常に近しく、下等脊椎動物では両者は形態学的に区別できない。またそれらの種における僧帽細胞の形態は、哺乳類の僧帽細胞と大きく異なっている。 
僧帽細胞はしばしば単に投射ニューロンと呼ばれ、これは僧帽細胞が、嗅球の外側へと情報を送る主要なニューロンであることを示している。 僧帽細胞は第二次世界大戦後、初期の電気生理学の題材のひとつとして扱われたが、これには、嗅球の異なる層に刺激電極を適切に配置すれば、細胞体と一次樹状突起を個別に刺激できるという特性が一役買っていた。  

## 機能

### シナプスを介した情報処理
僧帽細胞は、嗅球のマイクロサーキットにおいて、主要な構成要素のひとつである。 
僧帽細胞は少なくとも4つの細胞種（嗅覚神経、傍糸球体細胞、房飾細胞、顆粒細胞）から入力を受け取る。 外部房飾細胞や嗅神経との間に作られるシナプスは興奮性で、顆粒細胞や傍糸球体細胞との間シナプスは抑制性である。 さらに、姉妹僧帽細胞（同一の糸球体から入力を受け取る細胞）はギャップ結合によって相互に接続されている。 僧帽細胞から顆粒細胞、僧帽細胞から傍糸球体の細胞へのシナプスは、（よく知られている軸索-樹状突起間のシナプスとは対照的に）比較的珍しい樹状突起-樹状突起間シナプスとして、最初に発見されたものである。  
嗅球内局所回路がどうふるまうかという問題は熱心に研究されており、いくつかの原理が明らかになりつつある。 
ある報告は、僧帽細胞と房飾細胞の出力を時間的に分離する際に、僧帽細胞、房飾細胞、および傍糸球体細胞間でのマイクロサーキットが重要な役割を果たしていると指摘している。房飾細胞は嗅神経から強い入力を受け取り、スニッフサイクル（鼻腔に到達する匂い波の周期）の早いフェーズに発火し、その発火頻度は匂い濃度にかかわらず一定である傾向があるのに対し、僧帽細胞は嗅神経から比較的弱い入力を、傍糸球体細胞からは強い抑制を受け取っていて、これがスニッフサイクル内発火タイミングの相対的な遅延をもたらす。結果として、僧帽細胞はスニッフサイクルにおいて遅いフェーズで発火する。 
この傍糸球体細胞からの抑制は、匂い濃度が高まるにつれ回避できるようになり、これによって僧帽細胞の発火タイミングは匂い濃度依存的に変化する。したがって、僧帽細胞のスニッフ周期内発火フェーズの調整が、嗅覚系が濃度を符号化するメカニズムの一部として機能している可能性が考えられる。  
僧帽細胞の側方樹状突起と顆粒細胞が形成する回路の役割にはまだわかってない点があり、考えられる仮説の一つは、より効果的に入力パターンを分離するためのスパース表現に、この回路が関与しているというものだ。この（顆粒細胞と僧帽細胞が形成する）回路のふるまいは、短期および長期にわたっての可塑性と、成体になってからも続く顆粒細胞の神経新生に大きく影響される。またこの回路は、睡眠中にはふるまいが変化する。 

### 投射先
僧帽細胞と房飾細胞は、脳のさまざまな領野へ投射する。 最も重要なのは、この投射が直接的に皮質に向かい（視床を経由しないでまず皮質に投射される感覚は嗅覚のみである）、匂い情報を他の感覚モダリティ（視覚や聴覚などの他の感覚）と統合し、特定の行動を引き起こすためのメカニズムの一部として機能している可能性があることだ。  
房飾細胞は前嗅核にも投射するが、ここでは左側と右側の嗅覚入力の比較が行われているとされる。僧帽細胞は嗅結節に投射しており、ここで嗅覚情報と聴覚信号の情報統合が行われているという報告がある。 僧帽細胞はフェロモン受容にも主要な役割を果たすと考えられており、このニューロンが形成する扁桃体と視床下部への投射回路は、本能的な行動をトリガーするための機構の一部だと考えられる。 
僧帽細胞の投射先のうち、嗅覚情報処理の素過程をなす主要な部分であると考えられているのが梨状皮質で、ここへ僧帽細胞はノン・トポグラフィックに（つまり嗅球内での元の並びを反映することなく）投射する。ポストシナプスにあるのは錐体細胞であり、ここで嗅覚情報の統合が行われていると考えられている。また僧帽細胞は嗅内野にも投射している。僧帽細胞軸索が解剖学的にどのようにポストシナプスの細胞とつながっているかは、投射先のさまざまな領野によってかなり異なる場合がある。例えば梨状皮質はほとんどランダムに（ノン・トポグラフィックに）神経支配されているのに対し、前嗅核と扁桃体への投射は、いくつかのトポグラフィックな位置関係（嗅球内での僧帽細胞の元の並び）を保持している。  
また、房飾細胞の軸索は嗅球内の顆粒細胞へも向かっている。マウス嗅覚系では、これらは（同じ嗅覚受容体を発現する）同タイプの糸球体単位に含まれる顆粒細胞に、選択的に投射している。 